# Aulacorthum pterinigrum
Aulacorthum pterinigrum är en insektsart som beskrevs av Richards 1972. Aulacorthum pterinigrum ingår i släktet Aulacorthum och familjen långrörsbladlöss. Inga underarter finns listade i Catalogue of Life.